# Lijst van voetbalinterlands China - Indonesië (vrouwen)
Deze lijst van voetbalinterlands is een overzicht van alle officiële voetbalinterlands tussen de nationale vrouwenteams van China en Indonesië. De landen hebben tot nu toe één keer tegen elkaar gespeeld.

## Wedstrijden
| № | Plaats   | Datum            | Competitie                   | Wedstrijd         | Uitslag |
| - | -------- | ---------------- | ---------------------------- | ----------------- | ------- |
| 1 | Hongkong | 21 december 1986 | Aziatisch kampioenschap 1986 | China − Indonesië | 9 − 0   |

## Samenvatting
| Competitie              | Totaal gespeeld | Winst China | Gelijk | Winst Indonesië | Doelsaldo China – Indonesië |
| ----------------------- | --------------- | ----------- | ------ | --------------- | --------------------------- |
| Aziatisch kampioenschap | 1               | 1           | 0      | 0               | 9 − 0                       |
| Totaal                  | 1               | 1           | 0      | 0               | 9 − 0                       |